# Міста Чернівецької області

Чернівецька область на карті України

До складу Чернівецької області входять 11 міст. Найбільшим за населенням є Чернівці з населенням у 264 298 осіб за даними Державної служби статистики України від 1 січня 2022 року.
Отримати статус міста в України мають право населені пункти, які мають населення понад 10 000 осіб. Цей статус мають чимало міст, які не задовольняють цій вимозі, виходячи з їхнього історичного, економічного або географічного значення. До міської території часто входять прилеглі поселення, які становлять з ним єдину соціальну, економічну та історичну спільність.
У списку показані міста Чернівецької області, офіційні назви українською мовою, їхня площа, населення (за даними перепису 2001 року й інформації Державної служби статистики України від 1 січня 2022 року), географічні координати адміністративних центрів, мовний склад (зазначені мови, що становлять понад 1 % від населення громади за даними Всеукраїнського перепису населення 2001 року), положення на карті області.
Міста України можуть мати обласне та районне значення. Обласне значення мали два міста: Новодністровськ та Чернівці. Районного значення дев'ять міст: Вашківці, Вижниця, Герца, Заставна, Кіцмань, Новоселиця, Сокиряни, Сторожинець, Хотин.
Внаслідок адміністративно-територіальної реформи 2020 року усі міста в Україні (в тому числі і обласні центри, і міста обласного значення) включені до складу районів.

## Список міст
| Назва           | Зображення | Площа (км²) | Населення (за роками перепису та державної статистики) | Населення (за роками перепису та державної статистики) | Рідна мова (2001)                                                                | Карта                                                                                   |
| Назва           | Зображення | Площа (км²) | 2001                                                   | 2022                                                   | Рідна мова (2001)                                                                | Карта                                                                                   |
| --------------- | ---------- | ----------- | ------------------------------------------------------ | ------------------------------------------------------ | -------------------------------------------------------------------------------- | --------------------------------------------------------------------------------------- |
| Вашківці        |            | 6,8         | 5 987                                                  | 5 215                                                  | українська — 98,48 % російська — 1,17 %                                          | 48°22′31″ пн. ш. 25°29′52″ сх. д. / 48.37528° пн. ш. 25.49778° сх. д. · Вашківці        |
| Вижниця         |            | 9           | 5 021                                                  | 3 803                                                  | українська — 95,02 % російська — 4,47 %                                          | 48°14′43″ пн. ш. 25°10′56″ сх. д. / 48.24528° пн. ш. 25.18222° сх. д. · Вижниця         |
| Герца           |            | 3,2         | 2 068                                                  | 2 097                                                  | румунська — 68,08 % українська — 17,98 % російська — 10,89 %                     | 48°8′48″ пн. ш. 26°15′30″ сх. д. / 48.14667° пн. ш. 26.25833° сх. д. · Герца            |
| Заставна        |            | 1,107       | 8 866                                                  | 7 750                                                  | українська — 98,81 %                                                             | 48°31′13″ пн. ш. 25°50′42″ сх. д. / 48.52028° пн. ш. 25.84500° сх. д. · Заставна        |
| Кіцмань         |            | 8,6         | 7 608                                                  | 6 049                                                  | українська — 97,13 % російська — 2,13 %                                          | 48°26′28″ пн. ш. 25°46′1″ сх. д. / 48.44111° пн. ш. 25.76694° сх. д. · Кіцмань          |
| Новодністровськ |            | 7,09        | 10 342                                                 | 10 463                                                 | українська — 85,67 % російська — 13,37 %                                         | 48°34′56″ пн. ш. 27°26′13″ сх. д. / 48.58222° пн. ш. 27.43694° сх. д. · Новодністровськ |
| Новоселиця      |            | 6,47        | 8 400                                                  | 7 399                                                  | українська — 54,92 % молдовська — 33,25 % російська — 10,07 % румунська — 1,29 % | 48°13′9″ пн. ш. 26°15′55″ сх. д. / 48.21917° пн. ш. 26.26528° сх. д. · Новоселиця       |
| Сокиряни        |            | 14,8        | 10 258                                                 | 8 547                                                  | українська — 91,53 % російська — 6,58 % молдовська — 1,59 %                      | 48°27′11″ пн. ш. 27°24′58″ сх. д. / 48.45306° пн. ш. 27.41611° сх. д. · Сокиряни        |
| Сторожинець     |            | 5,8         | 10 258                                                 | 14 077                                                 | українська — 81,00 % румунська — 11,13 % російська — 6,56 %                      | 48°9′35″ пн. ш. 25°42′54″ сх. д. / 48.15972° пн. ш. 25.71500° сх. д. · Сторожинець      |
| Хотин           |            | 20,39       | 11 216                                                 | 8 936                                                  | українська — 93,73 % російська — 4,96 %                                          | 48°30′34″ пн. ш. 26°29′31″ сх. д. / 48.50944° пн. ш. 26.49194° сх. д. · Хотин           |
| Чернівці        |            | 153         | 240 621                                                | 264 298                                                | українська — 79,20 % російська — 15,27 % румунська — 3,26 % молдовська — 1,08 %  | 48°17′27″ пн. ш. 25°56′04″ сх. д. / 48.29083° пн. ш. 25.93444° сх. д. · Чернівці        |